# Choroba Byne’a

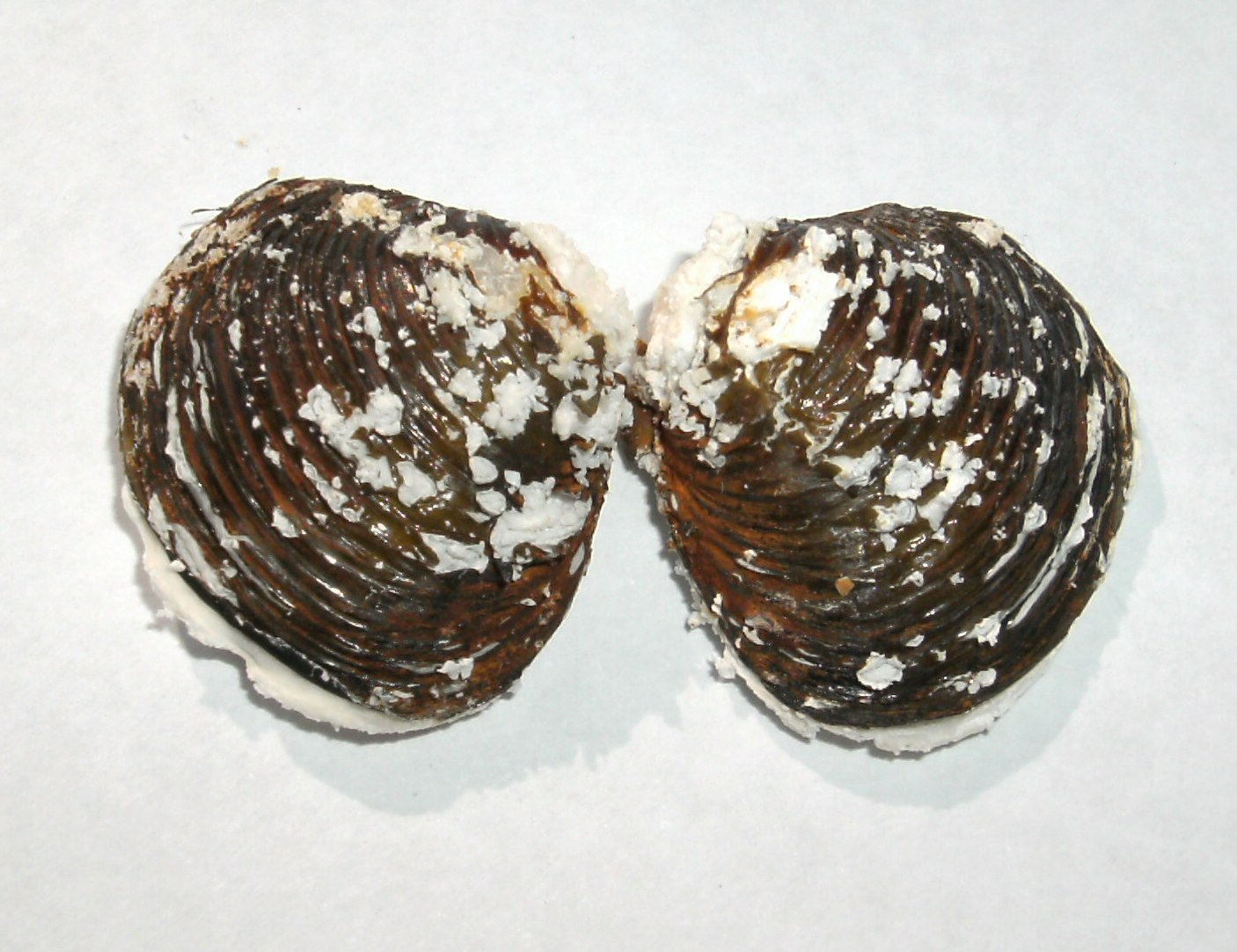
Muszla Corbicula fluminea z objawami "choroby Byne’a" – po ekspozycji na działanie wilgotnego, kwaśnego powietrza.

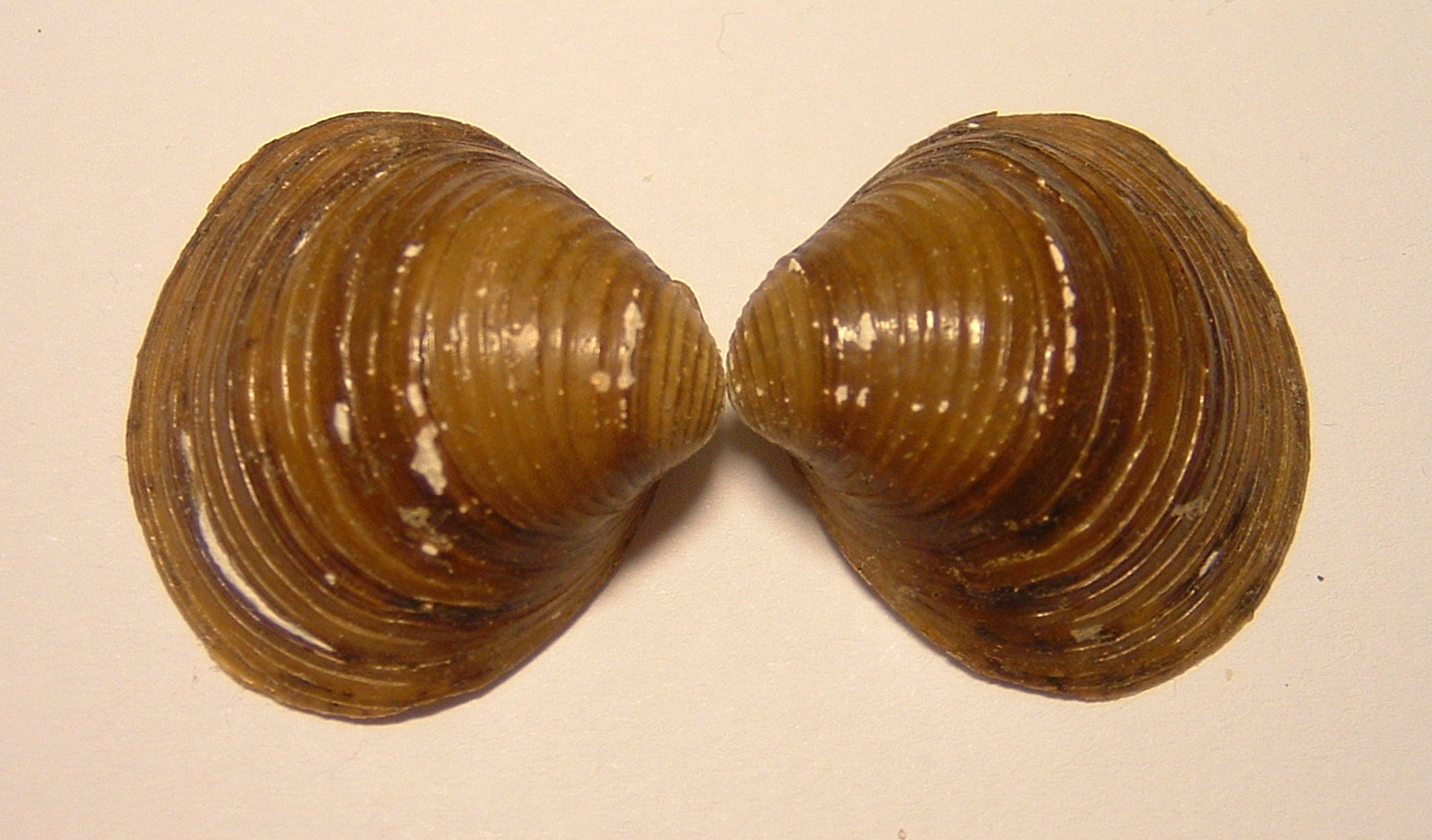
Nienaruszona muszla Corbicula fluminea o naturalnej, jasnorogowej barwie.

Choroba Byne’a (Byne’s disease ang. – wysypka, choroba Byne’a) – zespół charakterystycznych objawów pojawiających się na muszlach mięczaków, skorupach jaj, kościach, przechowywanych przez dłuższy czas w kolekcjach muzealnych, będący wynikiem reakcji chemicznych pomiędzy składnikami strukturalnymi muszli (minerałami i białkami) a otaczającym je powietrzem.
Ma formę charakterystycznych nadżerek i wykwitów solnych na powierzchni muszli mięczaków, które były wystawiane na ekspozycjach lub przechowywane w kolekcjach w nieodpowiednich warunkach (wysoka wilgotność, kwaśna atmosfera). Wykwity takie, pokrywające często całą muszlę, przypominają warstwę pleśni. Opisano je po raz pierwszy w XIX w., ich natura nie została wyjaśniona przez ponad stulecie. Zjawisko zyskało swe miano od jednej z pierwszych osób, które je szerzej opisały – Loftusa Byne’a. Byne doszedł do mylnego wniosku, że odpowiadają za nie drobnoustroje chorobotwórcze, stąd zjawisko było nazywane „chorobą”.
Nie tylko muszle mięczaków są podatne na to zjawisko, również inne okazy biologiczne (np. skorupki jaj, kości), paleontologiczne i geologiczne (skamieniałości, okazy minerałów), składające się z węglanu wapnia mogą ulegać tej formie degradacji. Zjawisko stanowi utrapienie dla pracowników muzeów, prywatnych kolekcjonerów i naukowców, korzystających z okazów zgromadzonych w kolekcjach.

## Opis zjawiska

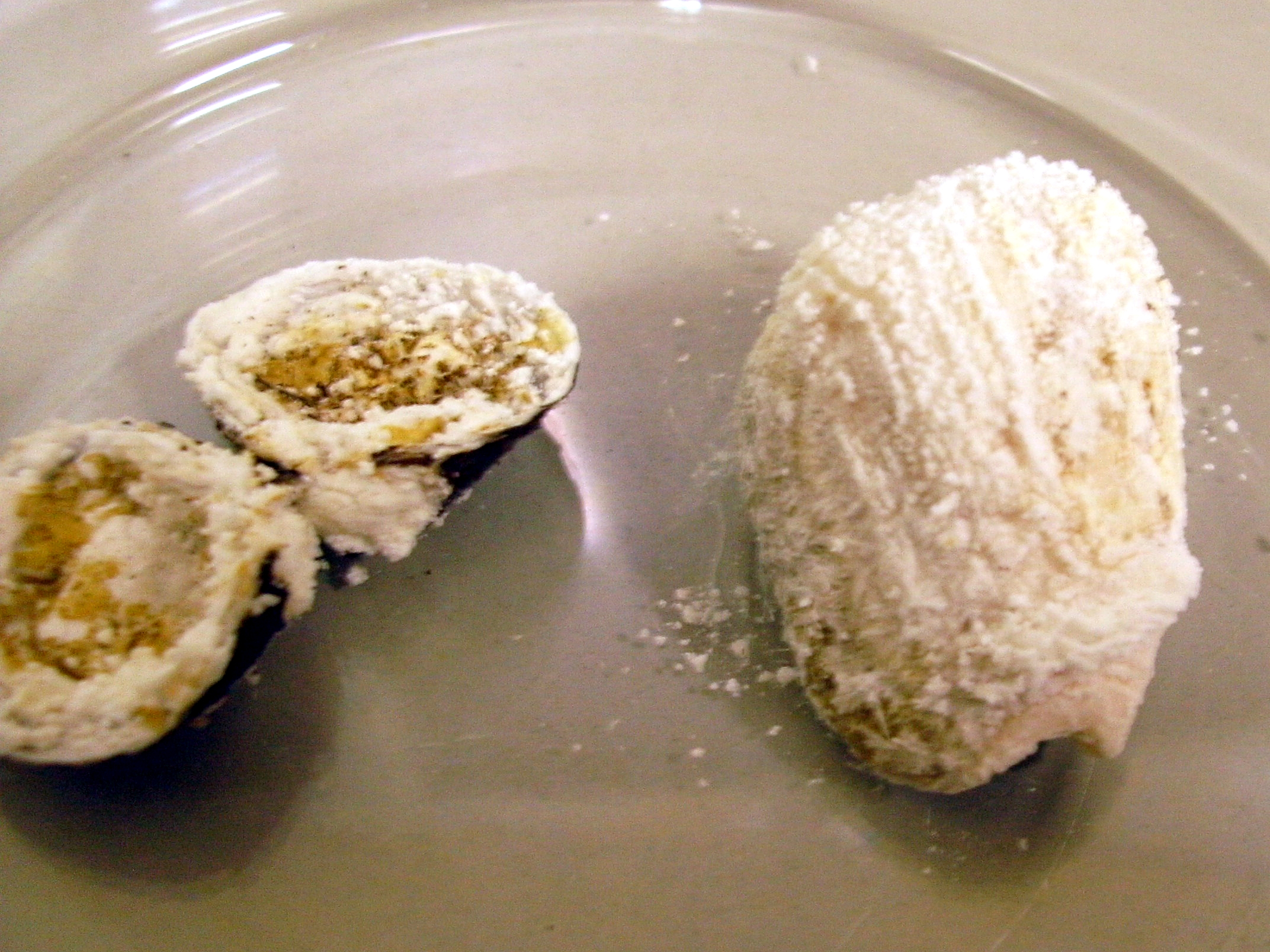
Muszle mięczaków szczególnie mocno dotknięte „chorobą” Byne’a – nalot przypominający pleśń dobrze widoczny na obydwu okazach.

Choroba Byne’a manifestuje się w postaci drobnych ubytków na muszli i białego, mącznego nalotu na muszli, często przypominającego grzybnię pleśni lub kolonie bakterii. W zbliżeniu pozorne nici grzybni okazują się jednak wyraźnie widocznymi kryształami minerałów

## Historia
W roku 1839 angielski przyrodnik i malakolog Thomas Brown (1785-1862) pokrótce wspomniał o tym zjawisku, rujnującym okazy w kolekcjach, w swej książce „A Conchiologist’s Text-Book” (ang. – „Podręcznik konchiologa”). Podobne zjawisko opisała Agnes Kenyon w 1896 r. sugerując, że to cząsteczki soli w powietrzu powodują korozję muszli.
W roku 1899 angielski konchiolog-amator, Loftus St. George Byne (1872-1947), opisał zjawisko podczas seminarium na forum Towarzystwa Konchiologicznego Wielkiej Brytanii:

[...] naturalnie gładkie i błyszczące powierzchnie muszli takich gatunków, jak te z rodzaju Conus, Cypraea, a zwłaszcza z rodziny Naticidae początkowo matowiały. Później szarawy nalot, o mocnym zapachu i smaku octu, i konsystencji miałkiego proszku pokrywał całą powierzchnię muszli. Bez wątpienia źródłem, z którego wydostawał się nalot, były wewnętrzne części muszli. Okazy wskutek powstałych zniszczeń były bezpowrotnie tracone.

Byne był przekonany, że kwas masłowy wraz z octanem wapnia były obecne na powierzchni zniszczonych muszli, jednak nigdy nie przedstawił metod, na jakich podstawie doszedł do takiego wniosku, ani nie opisał „dokładnych testów chemicznych”, jakim poddał zaatakowane okazy. We wnioskach podał, że kwas masłowy powstał w wyniku aktywności bakterii, a także że „efekt przenosił się z półki na półkę i z szuflady do szuflady”, co dało asumpt do podejrzewania infekcji i wyróżnienia nowej jednostki chorobowej.
Wyjaśnienie prawdziwej natury zjawiska przyszło w 1943 r., gdy angielski chemik John Ralph Nicholls wykazał, że dębowe szafy, w których przechowywano okazy w Muzeum Historii Naturalnej w Londynie, wydzielają opary kwasu octowego, co powoduje korozję muszli w nich zgromadzonych.
W 1985 roku, przeszło 150 lat po opisaniu zjawiska, Norman H. Tennent i Thomas Baird dokonali szczegółowych jego badań z wykorzystaniem wysublimowanych technik (dyfrakcji promieni X, spektroskopii w podczerwieni, analizy termograwimetrycznej i spektroskopii z magnetycznym rezonansem jądrowym). Zidentyfikowali w ich wyniku substraty, produkty i przebieg reakcji powodującej „zjawisko Byne’a” i potwierdzili, że nie jest to żadna choroba, tylko kompleks reakcji chemicznych, spowodowanych przez środowisko i skład atmosfery, w którym okazy były przechowywane.

## Mechanizm zjawiska
Zjawisko ma miejsce wtedy, gdy okazy przechowywane są przez dłuższy czas w zamknięciu, o ile pojemniki, regały, czy też gabloty, w których są przechowywane, wykonane są z drewna, płyty pilśniowej, tektury lub innych produktów drewnopochodnych, względnie okazy przechowywane są w styczności z materiałami wykonanymi z celulozy, które mogą spowodować zakwaszenie pary wodnej w lokalnym mikrośrodowisku.
Obecność pary wodnej w atmosferze sprzyja hydrolizie hemicelulozy wchodzącej w skład drewna, w wyniku czego powstaje kwas octowy. Tempo powstawania kwasu octowego zależy od wilgotności, temperatury, stężenia kationów wodorowych oraz stężenia estrów w drewnie. Ponadto rozkład lignin, wchodzących w skład drewna, prowadzi do powstawania formaldehydu, który jest lotny i który może zakwasić parę wodną. Podobny wpływ mają też żywice formaldehydowe powszechnie stosowane do konserwacji drewna oraz jako dodatek do farb i lakierów.
Powstający kwas octowy reaguje z węglanem wapnia (głównym składnikiem muszli mięczaków, skorup jaj i kości), w wyniku czego powstaje octan wapnia. Formaldehyd w powietrzu może ulec utlenieniu do kwasu mrówkowego, który podobnie jak kwas octowy wyprze dwutlenek węgla z węglanu wapnia. Powstające produkty: octan wapnia i mrówczan wapnia krystalizują na powierzchni okazu, niszcząc jego pierwotną strukturę. Powstające ubytki zwiększają powierzchnię, do której dostęp ma wilgotne, zakwaszone powietrze, co przyspiesza proces erozji.
Stechiometria reakcji przedstawiona jest poniżej:
CaCO3 + 2 CH3COOH → Ca(CH3COO)2 + H2O + CO2

CaCO3 + 2 HCOOH → Ca(HCOO)2 + H2O + CO2

CaCO3 + H2SO4 → CaSO4 + H2O + CO2

## Zapobieganie
Jeśli okazy mają być przechowywane przez dłuższy czas, pojemniki, regały, gabloty, etykiety służące do ich przechowywania i archiwizacji powinny być wykonane z materiałów o odpowiedniej jakości, które nie uwalniają rodników i reszt kwasowych. W poniższej tabeli zestawiono tradycyjne materiały, używane do archiwizowania zbiorów i ich nowoczesne odpowiedniki, chroniące zbiory przed zjawiskiem Byne’a:
| Tradycyjne materiały, nie spełniające standardów jakości wymaganych dla przechowywania zbiorów. | Materiały bezpieczne dla przechowywanych zbiorów, nie wydzielające kwaśnych oparów. |
| ----------------------------------------------------------------------------------------------- | ----------------------------------------------------------------------------------- |
| drewno, sklejka, dykta, płyta paździerzowa                                                      | metal                                                                               |
| papier                                                                                          | papier bezkwasowy                                                                   |
| tektura, karton                                                                                 | karton bezkwasowy                                                                   |
| bawełna                                                                                         | włókno poliestrowe                                                                  |
| korek                                                                                           | włókno poliestrowe                                                                  |
| EVA                                                                                             | mylar                                                                               |
| atrament, tusz biurowy                                                                          | atrament węglowy, grafit ołówkowy                                                   |
| zwykły klej                                                                                     | klej do zastosowań archiwalnych                                                     |
| zwykła taśma celulozowa                                                                         | taśma celulozowa do zastosowań archiwalnych                                         |
| torebki polietylenowe                                                                           | torebki polipropylenowe                                                             |

W miarę możliwości należy unikać całkowicie wszelkich produktów drewnopochodnych oraz farb i lakierów na bazie rozpuszczalników organicznych. Lakiery i farby rozpuszczalne w wodzie są mniej szkodliwe dla przechowywanych okazów.
Wilgotność powietrza w pomieszczeniach, w których przechowywane są okazy, powinna być utrzymywana na stałym, niskim poziomie (zasadniczo, o ile nie ma innych przeciwwskazań, w granicach 50% względnej wilgotności). Zalecane jest monitorowanie względnej wilgotności powietrza i, w razie potrzeby, osuszanie (klimatyzacja, substancje hygrofilne – np. silne zasady).
Muszle gatunków morskich powinny być przed zmagazynowaniem umyte w wodzie słodkiej lub destylowanej, aby spłukać sól morską, która wchłania wilgoć, a następnie wysuszone.